# 古娃娃
古娃娃（1991年3月23日—），或称Ｗawaku、吉娃娃，本名古旻欣，台灣部落客、YouTuber，其頻道內容多為美食開箱影片、最近流行的話題美食、一些情侶挑戰、搞笑日常生活，其中招牌影片為便利商店新品開箱，因此有「便利商店女神」之稱。

## 簡歷
古娃娃為臺北市立內湖高級中學畢業校友，曾就讀世新大學廣播電視電影學系電視組，曾與Dinter主演微電影《紅綠》，之後休學，後來就讀銘傳大學華語文教學學系。
自創點心品牌「WA!COOKIES」及麵包品牌「WA!BAKERY」皆受到關注，網路評價超高。
截至2021年12月，古娃娃的YouTube頻道的訂閱人數超過92.7萬，總觀看次數超過2億次。其頻道每週三及每週日會更新影片，頻道於2018年9月16日更換片頭。
2021年12月4日，於交往六周年的日子在個人頻道宣布與工程師男友喵喵結婚。婚禮於2022年3月20日舉行。

## 綜藝節目
- 2022年12月10日 衛視中文台台視 Netflix 嗨！營業中

## 軼事
- 古娃娃曾被質疑娃娃音是故意裝出來的，對此她拍了一部影片澄清[3]。
- 古娃娃曾經在Instagram發文，吐露身為YouTuber的心酸，讓外界懷疑她是否要退出YouTuber界[4]。

## 外部連結
- （繁體中文） YouTube上的古娃娃頻道
- （繁體中文） 古娃娃的Facebook專頁
- （繁體中文） 古娃娃的Instagram帳戶